# 地底の森ミュージアム
地底の森ミュージアム（ちていのもりミュージアム）は、宮城県仙台市太白区長町南にある博物館である。正式名称は仙台市富沢遺跡保存館で、1996年（平成8年）に開館した。富沢遺跡は旧石器時代から近世にかけての遺構が堆積した遺跡であり、館内では約2万年前に当たる旧石器時代の遺跡面が保存、展示されている。また、館外の屋外展示は氷河期の植生を再現したものである。

## 歴史
地底の森ミュージアムの敷地はもともと仙台市立長町南小学校の建設予定地だった。1988年（昭和63年）に小学校建設予定地の予備調査である富沢遺跡第30次発掘調査が行われ、これにより2万年前の森林の跡および旧石器人のキャンプ跡が発見された。
これは人類と自然の関係が遺跡となっている世界的にも貴重な発見であったために、小学校の建設地は変更され、この遺跡の保存と公開が検討されることになった。翌年に基本構想策定委員会が設けられ、生涯学習活動を基本方針の1つとした考古系総合博物館の建設の基本構想が策定された。建設着工は1994年（平成6年）だった。
1996年（平成8年）11月2日に来館者スペースの80パーセントを遺跡の公開・展示のためのスペースが占めている遺跡博物館としての性格をもった地底の森ミュージアム（仙台市富沢遺跡保存館）が開館した。総合博物館ではなく遺跡保存館となった点に当初の構想からの変更がなされているが、博物館の基本的な性格として生涯学習活動の積極的な推進が盛り込まれる点などに基本構想からの継承が見られる。
2007年（平成19年）に総入場者数が50万を突破した。

## 施設
博物館の敷地面積は1万4263平方メートルで、樹木跡や焚き火跡、化石などを展示する「屋内展示施設」と、氷期の植生を再現した屋外展示施設の「氷河期の森」からなっている。

### 屋内展示

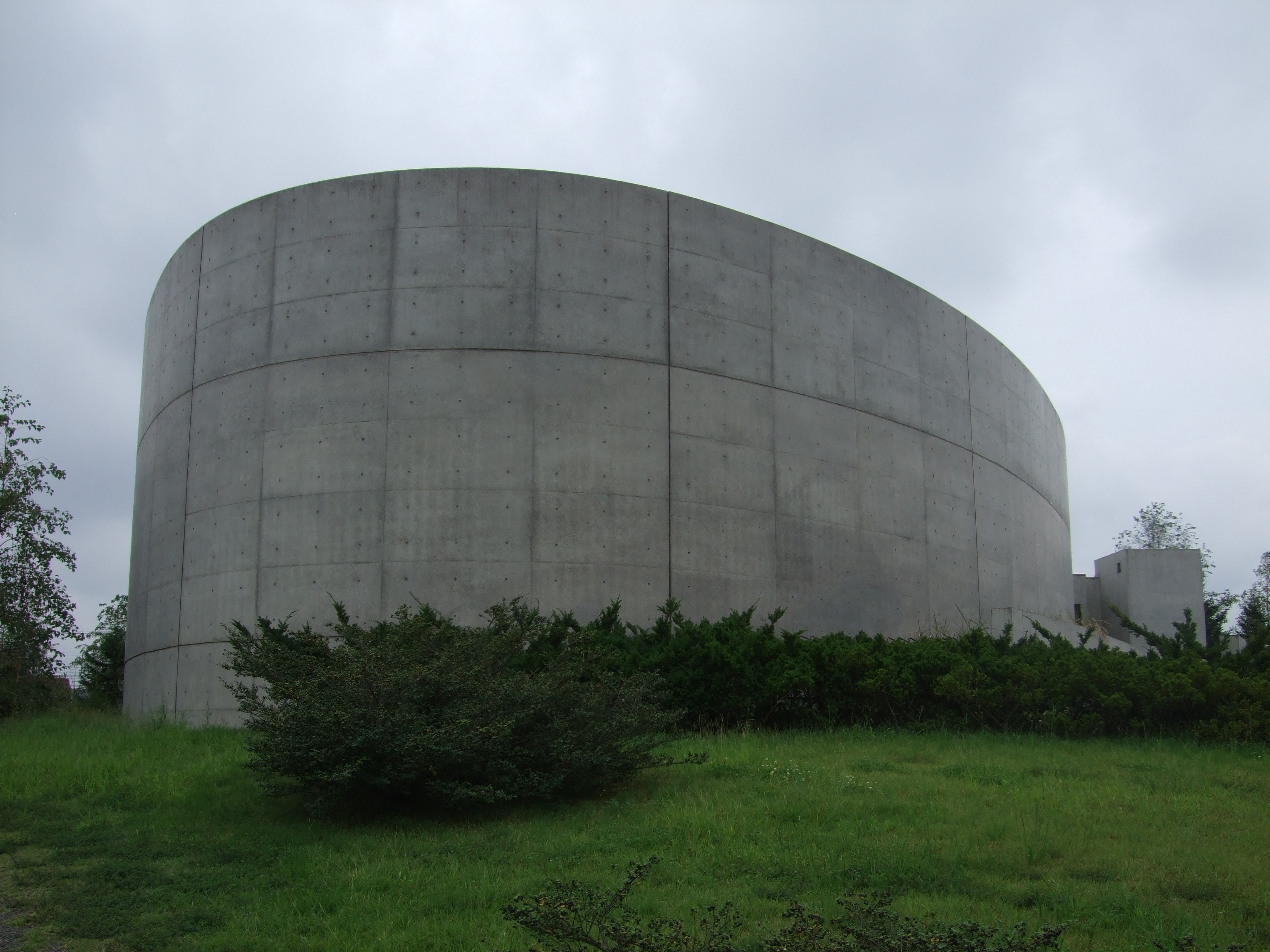
屋内展示施設の外観。

建物面積1196平方メートル、延べ床面積2743平方メートルで、地上1階、地下1階の鉄骨鉄筋コンクリート構造の建造物である。地上1階には常設展示室、企画展示室、展望ラウンジ、研修室が、地下1階には受付、常設展示室（埋没林展示）がある。
施設内で遺跡を発掘された状態で展示するために地下階に床を設置しない一方で、遺跡に地下水が浸入することを防ぐために厚さ80センチメートルの外壁を地下20メートルの深さまで築くなど特殊な建築土木工法が用いられている。それでも外部から若干の地下水の侵入があり、地下水が展示室内で蒸発することで、硫酸カルシウムや硫酸マグネシウムの結晶が遺跡表面に発生し、遺跡の表面が白くなっている。また、遺跡の保存のために無色・無臭でカビなどの発生を防止する保存処理剤として樹木用と土壌用で分子構造式が異なる2種類のポリシロキサンが使用されている。

### 氷河期の森

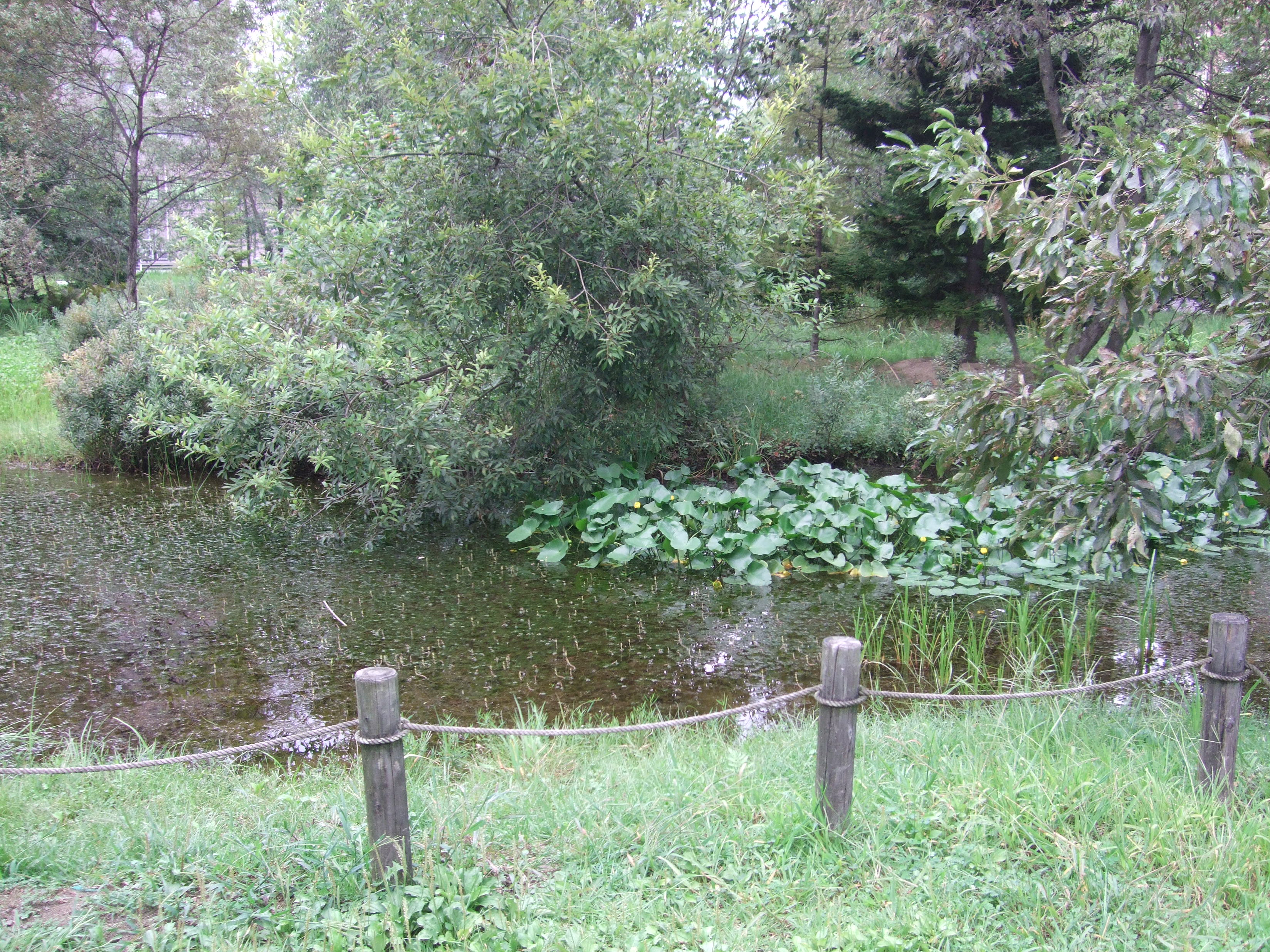
再現された氷河期の森。

発見された森林跡をもとに2万年前の氷期の植生が分析され、それが地底の森ミュージアムの敷地内に再現されている。木本としてアカエゾマツ、グイマツ、シラカンバ、ハンノキ、ハシバミ、草本としてアキカラマツやナガボノシロワレモコウ、スゲ、カヤツリグサ、ミズバショウ、ミツガシワが用いられている。

## アクセス
- 仙台市地下鉄南北線 長町南駅より徒歩で約5分。
- JR東北本線 長町駅より徒歩で約20分。
- 無料駐車場25台分。